# Aviazione e Marina
 (mars 2021).
Si vous disposez d'ouvrages ou d'articles de référence ou si vous connaissez des sites web de qualité traitant du thème abordé ici, merci de compléter l'article en donnant les références utiles à sa vérifiabilité et en les liant à la section « Notes et références ».
Aviazione e Marina est une revue italienne consacrée à l’aviation et à la marine, publiée par Interconair entre 1961 et 1981.

## Généralités
Aviazione e Marina constitue la revue sinon la meilleure du point de vue de la qualité du moins la plus importante de toutes les revues traitant d’aviation et de marine militaire, de stratégie et d’histoire publiée en Italie durant les années 1960 et 1970. Elle inspira en particulier Armies & Weapons ainsi que Aviation & Marine International qui apparaît comme son prolongement international. Comme cette dernière, Aviazione e Marina a cessé de paraître en 1981,.

## Historique

### La naissance du magazine
La revue Aviazione e Marina fait son apparition en kiosque en 1961. Le périodique, qui est enregistré à Gênes le 30 janvier 1960, fait l’objet d’un numéro 0 de 4 pages seulement comprenant 25 photographies avant d’être imprimé pour son premier numéro à 500 exemplaires par Fratelli Pagano Tipografi Editori S.A.S. et mise en vente à 100 exemplaires.
D’emblée, elle apparaît assez différente, dans le format et dans le contenu éditorial, des revues italiennes du moment telle que Ali Nuove. Aviazione e Marina devient le premier magazine italien de l’après-seconde-guerre mondiale à être consacré simultanément aux secteurs aéronautiques et naval tant sur le plan militaire que civil. Il n’évoquait pas, par contre, les aspects sportifs ou divertissant de l’aéronautique tel que le vol à voile ou le modélisme.
Sa présentation, dont le titre est Interconair Aviazione e Marina, apparaît originale malgré le fait qu'il rappelle celui du magazine suisse Interavia  qui était, à l'époque, une référence au niveau international.
Destinée principalement à la communauté de langue italienne, le périodique se présente initialement sous la forme d’une revue bimestrielle bilingue au format de poche 17 x 24 cm avec le texte des articles et la légende des photographies en italien et en anglais.
Selon ses premiers éditoriaux, elle doit son titre Interconair Aviazione e Marina de la contraction de International Conference of Naval and Air enthusiasts, la Conférence internationale d’enthousiastes de la marine et de l’air. Elle est présentée comme le bulletin périodique d’une association internationale d'experts nouvellement formée chargée d’un travail d'étude et de recherche concernant les domaines de l’aéronautique et de la marine. La dite association est dirigée par un comité central présidé par le journaliste hollandais Cor J. Meijer, dépendant pour la partie financière de la société suisse Interconair AG enregistrée à Zug, en Suisse. Elle était conçue et imprimée en Italie par des membres de la section italienne de l’association dont Gabriella Caffarata, Romolo Cichero, Carlo Luisi, Mario Lunardi, Ermanno Martino, Giorgio Mezzano. Aucun d’entre eux n’était alors inscrit à l'ordre de l'U.G.A.I. (Union des Journalistes Aéronautiques Italiens). Le siège de la rédaction est situé au 7, via Pozzo, à Gênes.

### Une indépendance farouche
Selon les mêmes éditoriaux, la revue prétend vouloir travailler au seul service de ses lecteurs, en toute autonomie financière, indépendamment des organismes ministériels et de l’industrie afin d’exprimer ses propres opinions sur les problématiques de ces secteurs. Elle fait souffler un vent nouveau par rapport aux publications de l’époque dont on reproche le manque d’esprit critique et la connivence avec les milieux civils aéronautiques et militaires.
Par la suite, une organisation complexe est mise sur pied avec d’une part l’éditeur Interconair AG Zug, l'association internationale d'experts ainsi que la revue, le tout formant Interconair System International basée au 18 Elsässerstrasse à Bâle, donnant ainsi à Interconair la connotation d'un magazine étranger, bien que conçu, formaté et imprimé en Italie par des Italiens.
L’association compte parmi ses membres le journaliste britannique Brian Walters, président, ainsi que Romolo Cichero, secrétaire général, qui en fait apparaît comme le véritable propriétaire du titre Aviazione e Marina et son directeur de la publication. Les autres collaborateurs italiens ont pour nom G. Mezzano, Mario Lunardi, Ermanno Martino, A. Gigante, Tullio Marcon, E. Castellano, W.J. Acquarone, E. Manzoni, M. Bocchiardi, F. Lombardi, A. Borgiotti, M. Calcidese, Carlo D'Agostino, G.C. Del Nevo, E. Di Marino, G.C. Pesce, Sergio Mecchia, G.C. Pericoli, G. Pini.
Romolo Cichero base la gestion de son titre sur une mise à jour permanente de la présentation graphique, dont la couverture a bien présenté 7 différentes formes allant de celle des premiers numéros, avec le terme Interconair en gros caractères et Aviazione e Marina en petits caractères jusqu’à l’apparition de l’adjectif International. Pas moins de 5 formats sont adoptés tandis que l’apparence de la page de couverture change à 13 reprises. Une photographie centrale vient alternativement présenter un matériel aéronautique ou naval.
À partir du 8e numéro, la couverture intérieure est radicalement modifiée avec 8 pages imprimées en bichromie sur papier couché, donnant un magazine de 40 pages d’articles, de photographies et de dessins. Les 20 pages de texte, imprimées sur papier normal, sont séparées des 20 dernières par des photographies et dessins en noir et blanc imprimées sur un papier patiné assurant un bon rendu à l’inverse des images souvent opaques de son concurrent Ali Nuove.
Le nouveau magazine réussit à survivre aux deux premières années, après avoir rencontré un accueil croissant d’un public de connaisseurs italiens. Les bonnes ventes lui permettent de rapidement atteindre 90 pages par numéro.

### Une volonté d’internationalisation
Romolo Cichero cherche très vite à donner une dimension internationale à son entreprise d’édition. La mise en place de plusieurs divisions commerciales autonomes témoigne également d’un esprit novateur et créatif de la part de Romolo Cichero. Chacune des 5 divisions est baptisée par un nom commençant en Inty ou Inter. Les lecteurs accueillent favorablement l'activité de vente par correspondance de livres militaires par Intybooks, livres d'origine étrangère, notamment britanniques, que l’on ne trouvait que dans certaines librairies spécialisées jusque-là à Rome ou Milan. En trois ans d’existence, Intybooks place sur le marché 15 000 volumes. La commercialisation de copies de photos publiées est réalisée par Phoexer. Par la suite, la division spécialisée Intypress assure la publication de plusieurs nouveaux livres sur l’aéronautique et la marine réalisés par des auteurs italiens. Intyad gère de son côté les annonces publicitaires tandis que Interinfo se charge de la rédaction d’études pour une clientèle professionnelle de choix.
À partir du numéro 21 d'octobre/novembre 1964, le magazine est entièrement imprimé sur papier patiné. Les 4 premières et 4 dernières pages sont imprimées en quadrichromie avec une couverture constituée par une photographie alternativement composée d’un sujet aéronautique ou naval. La seconde, la troisième et la quatrième de couverture sont toujours réservées à l'aéronautique, les quatre autres à la marine.
Assez vite également, le succès du magazine suscite des jalousies auprès de confrères qui voient une partie de leur jeune public leur échapper. En particulier, la rédaction du magazine va entrer dans une série de joutes épistolaires par édito interposé, notamment avec Armando Silvestri, directeur de la revue Ali Nuove.
En été 1965, le magazine adopte un format 21 x 31 cm et atteint une soixantaine de pages.
Dans le numéro 31 de juin/juillet 1966, la séparation entre les pages de textes et des pages de photos est définitivement abandonnée. La publicité fait son apparition dans le magazine tandis que Romolo Cichero laisse la direction du magazine à Mario Lunardi pour assumer la fonction d'administrateur délégué de Interconair System International.

### Le temps des controverses
Un fait insolite et inédit pour une publication aéronautique ou navale italienne intervient dans le numéro 35 de la revue. Quelques passages d’un article décrivant l’adoption du chasseur américain Lockheed F-104 Starfighter au sein de l'aéronautique militaire italienne comme inadapté, sont en effet censurés. En particulier, les chiffres du rayon d’action opérationnel de l’engin, considéré comme secret militaire, sont laissés en blanc tandis qu’est affichée avec ostentation l'inscription « censuré » en oblique. Pour enfoncer le clou, R. Cichero jette le doute dans le fascicule suivant sur l'existence même de la liberté de la presse en Italie.
Ce faisant, la rédaction de la revue confirme sa volonté d’indépendance, voire de contestation, vis-à-vis de l’industrie aéronautique comme le montrent plusieurs autres articles au sujet du très controversé Starfighter de la force aérienne italienne. Dans un de ses éditos, R. Cichero n’hésite pas à s’interroger : « Pourquoi en Italie est-il difficile de connaître les véritables problèmes militaires », paru dans le numéro 59 de septembre 1969.
Pour bon nombre d’employés, le passage à Interconair constitue une opportunité pour leur carrière de journaliste. L’arrivée de jeunes éléments remplaçant d’anciens journalistes a toujours été une politique menée par le propriétaire du titre. L'exemple de Nico (Domenico) Sgarlata qui a rejoint l'équipe de rédaction de Interconair en mai 1967 est frappant à cet égard. Après être devenu le rédacteur en chef et directeur responsable pour la partie aviation, il quitte le magazine au début de 1973 pour donner naissance, avec Corrado Barbieri, au magazine mensuel Aerei et par la suite à Aerospazio Mese. On estime que le magazine a contribué à former la troisième génération de journalistes aéronautiques italiens à hauteur de 60 %.
Un autre grand pas en avant pour le périodique est enregistré lorsque sa parution devient mensuelle.
Au fil du temps, l'association internationale des experts en aviation et marine de Interconair System International, considérée comme la principale source de données, intervient de moins en moins sur les pages du magazine lui-même.
En juillet 1968, le magazine adopte une structure différente avec une subdivision thématique rapportée aux cinq continents, permettant d’accorder une place importante aux forces aériennes et navales de l'Union soviétique et des nations du pacte de Varsovie.
Dans le numéro 49 est publié un supplément central détachable écrit par Piero Prato et intitulé Gli aerei Caproni-Reggiane 1938-1945 (Les avions Caproni-Reggiane 1938-1945) qui rencontra un vif succès auprès du public et de critique. Il sera suivi de I caccia Fiat 1930-1945 (Les Fiat de chasse 1930-1945") rédigé par Piero Vergnano.
Au début de 1969 apparaît pour la première fois dans le magazine un poster grand format de 62 x 59 cm. À la même époque, le tirage atteint 70 000 exemplaires mensuels, un chiffre supérieur au tirage réuni des revues spécialisées italiennes. Il devient également le premier magazine italien à bénéficier d’un système de traitement de texte d’IBM.
Dans le même temps, le magazine opère la transition entre le processus d'impression lithographique à plat à un système plus rapide avec rotative offset mis en œuvre par l’imprimeur Il Resto del Carlino de Bologne.

### L’apparition de la publicité
Avec le numéro 63 de janvier 1970 intitulé Terra Mare Cielo (Terre Mer Ciel), de 132 pages dont 18 en couleurs, Interconair aborde le sujet des forces armées terrestres. Cette formule qui ne sera pas retenue pour Aviazione e Marina va par contre donner naissance, en octobre 1971, au nouveau magazine bimestriel consacré aux forces terrestres Eserciti ed Armi qui rencontre un tel succès qu’est lancée une édition en langue anglaise baptisée Armies & Weapons après seulement 5 numéros, en collaboration avec l’éditeur britannique Ian Allan Ltd.
Dans le numéro 69 de septembre 1970 est publiée une annonce concernant le Mc Donnell-Douglas comportant en couverture une photo du F-4E Phantom II. Cette photographie cause une intense émotion et vaut à la revue d’être épinglée pour promotion d’armement par les hebdomadaires ABC et Panorama. Le message publicitaire atteint de cette manière environ deux millions et demi de lecteurs, laissant dire à la rédaction, dans le numéro 71, que la revue est le meilleur support publicitaire de la presse italienne de ce domaine.
En 1971, la présidence de Interconair System International échoit au général français Pierre Marie Gallois, connu en France pour sa foi gaulliste et à l'étranger pour être l'un des principaux architectes de la force de frappe nucléaire française.
Malgré sa forte diffusion en Italie, la revue ne comporte que peu de publicité avec uniquement des annonces émanant de constructeurs italiens ou d’institutions comme le port de Gênes. Un tournant s’opère à partir du numéro 79 de juin 1971 comprenant 132 pages dont un encart de 24 pages dédié au Salon du Bourget et des annonces de constructeurs de renommée internationale. Les trois services de l’armée de l’air, de la marine et de l’armée de terre constituant les forces italiennes commandent également des annonces.
Le magazine connaît alors une sorte d’apogée auprès du public italien, même si sa pénétration auprès des institutions civiles et militaires de l’aéronautique et la marine reste faible. Ce succès pour le marché d'édition italien tient principalement au bon choix des sujets traités, allant des nouvelles d'actualité à l'examen des aspects importants des deux secteurs, aéronautique et naval, de ces années-là, sans négliger pour autant les sujets à caractère historique concernant en particulier la Seconde Guerre mondiale.
Pour les articles de fond est créée une section centrale spéciale intitulée Intyrama. Ils sont mieux structurés et plus détaillés que ceux publiés dans les premiers numéros, et sont illustrés par des dessins, des photographies et des graphiques explicatifs. Une attention spéciale est dédiée à l'examen des conflits régionaux alors en cours dans le monde, comme la guerre arabo-israélienne des six jours en juin 1967, le conflit l'indo-pakistanais et la guerre du Viêt Nam.
En mai 1973 est publié le 100e numéro qui présente un long éditorial signé d’un mystérieux Doria John. Ce magazine est également l’occasion de donner un large aperçu sur les réalisations des 99 numéros passés du magazine et de revenir sur diverses controverses. Parmi ces controverses engendrées par le magazine figure l'article intitulé « Les 100 dernières heures de liberté en Italie » paru dans le numéro 70 de septembre 1970, dans laquelle l’auteur décrit une future invasion du territoire italien par l'Armée rouge soviétique, menée avec le soutien d’une frange radicale du parti communiste italien, tandis qu’aucune action défensive n’est entreprise par l'OTAN. Cet article qui n’avait d’autre objectif déclaré que celui de vouloir sensibiliser l'opinion publique italienne sur l'inadéquation de ses propres forces armées, suscite la colère du quotidien L'Unità, organe de presse officiel du Parti communiste italien, qui a consacré un article paru en signe de protestation le 25 octobre 1970, et provoqué la présentation d'une série de questions parlementaires par le même PCI.
L’édition internationale de Aviazione e Marina apparaît à la mi-1973. Intitulée Interconair Aviation & Marine International, cette revue est imprimée en deux éditions, l’édition dite Atlantique, diffusé dans les pays occidentaux et une édition pour l'Afrique et Moyen-Orient. Cette nouvelle édition sera également bientôt suivie par une version en arabe intitulée Addifà Walamn Fil Aalam (Défense et sécurité internationale), imprimée avec l'aide de la Ligue arabe grâce à une rédaction établie à Beyrouth, au Liban.
L’ensemble des éditions atteint alors un tirage annoncé de 120 000 exemplaires, conférant aux éditions Interconair une véritable dimension internationale. L’événement est d’ailleurs souligné dans un éditorial qui prétend que le magazine occupe la troisième place derrière l’américain Aviation Week & Space Technology et le suisse Interavia.
Le contenu éditorial et le format des numéros deviennent alors stables et conformes au standard des grands magazines étrangers de ces années-là. Le contenu et la qualité graphique sont également restés d’un bon niveau et le magazine a réussi à maintenir sa position de leader sur le marché spécialisé en Italie et à l'étranger durant les années 1970, en dépit des résultats moyens enregistrés par l’édition arabe qui ne revendique que 8 000 exemplaires et l’absence de publication durant quelques numéros.
Ezio Bonsignore, après plusieurs années de collaboration aux côtés de Romolo Cichero qui continue à s'occuper principalement de sujets navals, devient rédacteur en chef d'Interinfo à partir de 1976. Il signera constamment l’un des quatre articles d'ouverture de la revue, les autres étant signés de Romolo Cichero, Brian Walters et Ives Robins.

### Crise de 1977-1980
À partir de septembre 1977 intervient le regroupement géographique des différentes divisions ou succursales des revues. La société responsable de la gestion éditoriale, dorénavant appelée Sorécom SAM Interinfo, s'installe à Monte-Carlo, d’abord sur le boulevard Princesse Charlotte, puis dans un grand bureau de 700 m2 situé rue des Orchidées rassemblant 40 employés. Pas moins de onze ordinateurs IBM sont alors susceptibles d’intervenir dans la composition électronique de textes, un record pour l'époque.
En plus de désorganiser la publication de certains numéros, les coûts engendrés par ces nouvelles installations dans un lieu prestigieux augmentent. L’année 1977 est également marquée par une stagnation des recettes publicitaires en raison d’une crise italienne liée à l'exportation de matériels militaires après une forte croissance les années précédentes.
En conséquence, les bureaux de Monaco doivent être abandonnés durant les premiers jours de 1980. Interinfo qui supervise le travail de rédaction, doit retourner à Gênes, Via Invrea, tandis que Interconair Mediagroup rejoint la même ville mais Via Caffa.
Le magazine doit faire face à une réduction de personnel, y compris au niveau des rédacteurs en chef, la rédaction du magazine passant à 179 personnes en novembre 1980. Le magazine comporte dorénavant des agrafes métalliques tandis que la plus grande partie des textes publiés ne sont pas signés.
Il est fait appel, pour la partie aéronautique, à Giuseppe Modola, Andrea Nativi et Antonio Pennisi ainsi qu’à Antonio Ciampi et Paolo Cappetti sur la partie navale, tandis que les articles à caractère historique sont souvent signés par Italo De Marchi.
Un accord est sellé avec 5 autres éditeurs étrangers, dont un chinois basé à Hong Kong, un brésilien et un grec, afin de réduire le coût d'acquisition et de traitement des informations tout en augmentant les recettes publicitaires. Il conduit à la création de l'ICDM (International Consortium of Defence Magazines).
Le vingtième anniversaire de la publication est célébré dans le numéro 186 avec un nouvel édito signé, comme dix ans auparavant, du mystérieux John Doria. Il y réaffirme les intentions du groupe de maintenir une grande rigueur en matière d’informations tout en conservant l’indépendance du journal.
La situation économique contraint la direction de la rédaction à déménager rapidement à Farnborough, tandis que les entreprises génoises ferment à l'exception de celle se trouvant Via Pozzo qui avait vu la naissance du magazine 20 ans plus tôt.
Dans cette période, la justice italienne accuse Romolo Cichero de constitution de capitaux à l'étranger, malgré le fait qu’il résidait en Égypte et qu’il n’était plus l'actionnaire de référence de la société éditrice du magazine.
Au début de 1982, la crise d’Interconair est ainsi devenue irréversible. Sa publication est suspendue et les locaux Génois sont fermés, à l'exception de la Via Pozzo dans lequel a été maintenu un centre d'archivage de documents.
R. Cichero parvient cependant à maintenir en vie une partie de ses magazines étrangers en quittant l’Italie. L’Interconair AG Zug lance une nouvelle initiative d'édition en Irlande baptisée Strategia e Difesa. Sa numérotation poursuit celle des Interconair Aviazione e Marina avec des éditions en français, anglais, arabe et italien. Il n’a été publié que onze numéros qui ont rencontré un certain succès de ventes aux États-Unis.
En tout état de cause, l'univers des revues italiennes est devenu très concurrentiel, avec l'émergence de nouveaux venus capables de couvrir simultanément les trois domaines de la défense : la marine, l’aviation et les forces terrestres.
En particulier, deux anciens actionnaires minoritaires de Interconair, l'imprimeur Francesco Poloni et John Lazzari, ancien directeur de la publicité, après avoir effectué une première tentative de publication de la revue mensuelle Para Bellum à partir d’octobre 1981, remportent un succès avec Rivista Italiana Difesa, qui va acquérir une part importante du marché italien du secteur. Par conséquent, l’intérêt de l’éditeur pour Strategia e difesa décroit rapidement, conduisant Interconair Aviazione e Marina à cesser sa parution en 1981,.
Disparaît ainsi, après vingt ans d'existence, la première des revues italiennes de dimension internationale en matière de défense.